# Cinema em Cena
Cinema em Cena é um site brasileiro sobre cinema. Foi fundado em 1997. É editado e dirigido por Pablo Villaça.

## História
Em 2014 lançou um planos de assinaturas para ajudar no financiamento do site. No mesmo ano foi anunciado seu fim. Em 2017 voltou em uma parceria com a CartaCapital.